# Big Beach (hrabstwo Cumberland)
Big Beach – plaża (beach) w kanadyjskiej prowincji Nowa Szkocja, w hrabstwie Cumberland, na zachodnim wybrzeżu zatoki Advocate Harbour (45°19′24″N, 64°47′22″W); nazwa urzędowo zatwierdzona 9 kwietnia 1976.